# Roman Mstislavič
Roman Mstislavič (ukrajinsky Роман Мстиславич,  rusky Ромaн Мстислaвич ), známý jako Roman Veliký (asi 1152, možná až po roce 1160 – 19. června 1205, Zawichost) byl od roku 1170 volyňský kníže, od roku 1199 haličský kníže z dynastie Rurikovců.

## Život

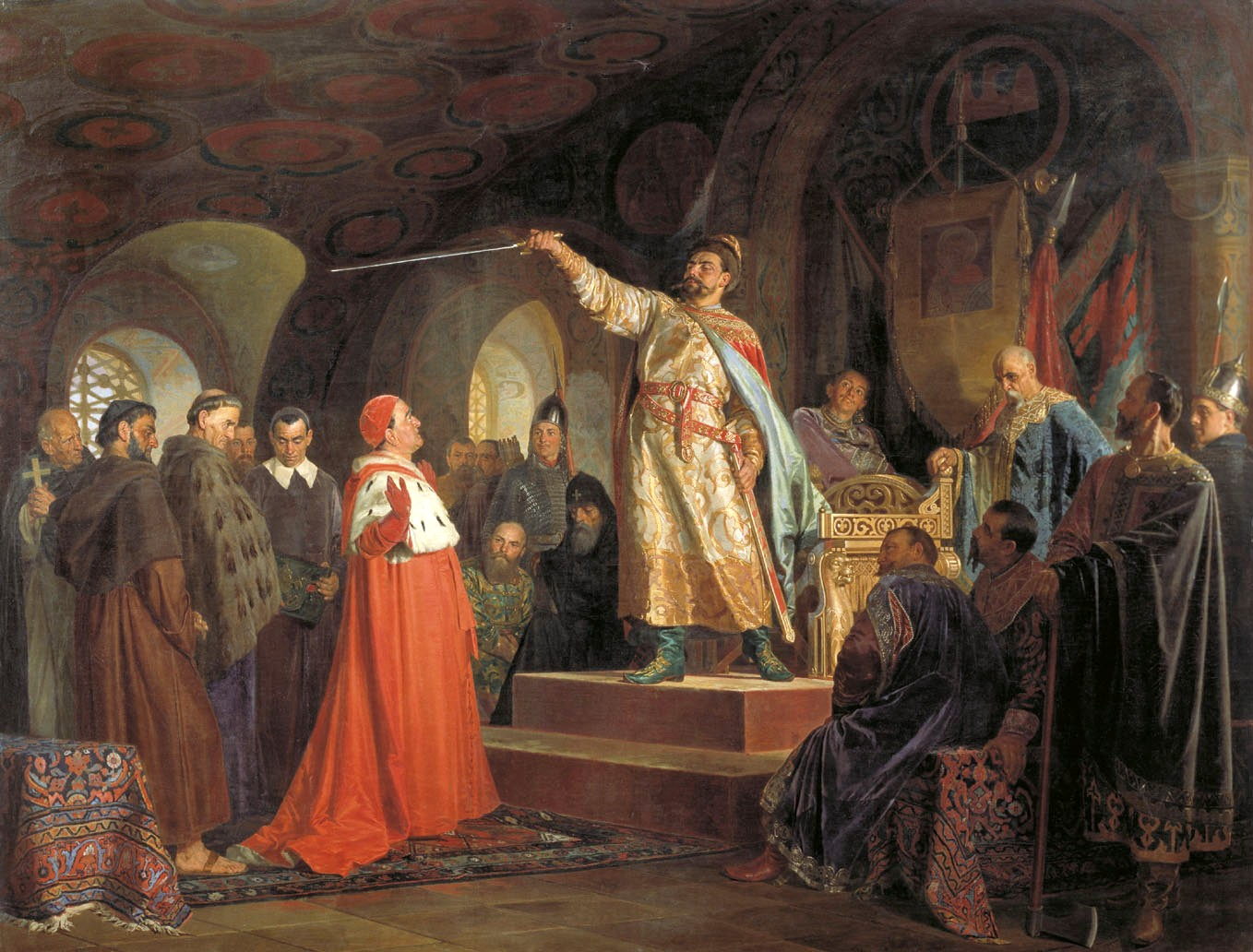
Roman Veliký přijímá vyslance papeže Inocence III. Obraz Nikolaje Vasiljeviče Nevreva z roku 1875

Narodil se jako syn volyňského  knížete Mstislava Izjaslaviče. V letech 1168 až 1170 byl novgorodským knížetem, v letech 1170–1189 a 1189–1205 vladimirsko-volyňským knížetem a v letech 1189 a 1198/99–1205 haličským knížetem.
Na žádost byzantského císaře Alexia III. (1195–1203) vytáhl proti Kumánům. V roce 1200 se Roman oženil s byzantskou princeznou Annou Eufrosinou, dcerou císaře Izáka II.
Byl zakladatelem rurikovské dynastie Romanovičů, která v haličském a vladimirsko-volyňském knížectví vládla až do roku 1323, kdy vymřela po meči 
Kníže Roman Mstislavič zemřel v bitvě o Zawichost proti Polákům.